# Nobuharu Matsushita
Nobuharu Matsushita (松下信治, Saitama, Japón; 13 de octubre de 1993) es un piloto de automovilismo japonés. Desde 2020 compite en el Campeonato de Super Fórmula Japonesa tras competir 6 años en categorías internacionales.

## Carrera

### Karting
Nacido en Saitama, Matsushita comenzó su carrera deportiva en el karting en 2005, compitiendo el Campeonato Juvenil de Karting de Japón. En 2008, se llevó el título de campeón en el Open Masters Kart Challenge ARTA. Terminó sus participaciones karting en 2010, terminando tercero en la categoría KF1 del Campeonato Japonés de Karting.

### Fórmula Pilota China y Reto Fórmula de Japón
En 2011 disputó la Fórmula Pilota China. Ganó la última carrera de la temporada en Sepang y terminó 4.º. Al año siguiente se coronó campeón del Reto Fórmula de Japón, ganando cinco carreras.

### Fórmula 3 Japonesa
En 2013, debutó en la F3 Japonesa con el equipo Honda Formula Dream Project. Terminó 5.° la temporada, con cinco podios.
Para la próxima temporada decidió quedarse en la serie con el mismo equipo. Se obtuvo la victoria en Motegi, Fuji y Sugo, lo que le dio su segundo título en fórmulas.

### GP2 Series
Debutó en la GP2 Series en 2015 con el equipo ART Grand Prix. En la primera carrera en Baréin, se clasificó segundo en la parrilla frente a su compañero de equipo Stoffel Vandoorne y terminó en puntos en las dos carreras, marcando la vuelta rápida. En el Red Bull Ring, Matsushita consiguió su primer podio de la GP2 al terminar en tercer lugar. Obtuvo su primera victoria en la carrera sprint en el circuito de Hungaroring. Terminó noveno en la clasificación general.
En febrero de 2016, se anunció Matsushita seguiría con ART para una segunda temporada, junto a su compañero, el ruso, Sergey Sirotkin. Fue suspendido por la 4.ª prueba de la temporada en Austria, debido a la conducción errática en el evento anterior en Bakú.

### Pruebas en Fórmula 1
El 20 de febrero de 2016, Matsushita firmó como piloto de desarrollo de McLaren. En 2017, estuvo en las pruebas postcarrera de Hungría con el equipo Sauber.

### Fórmula 2

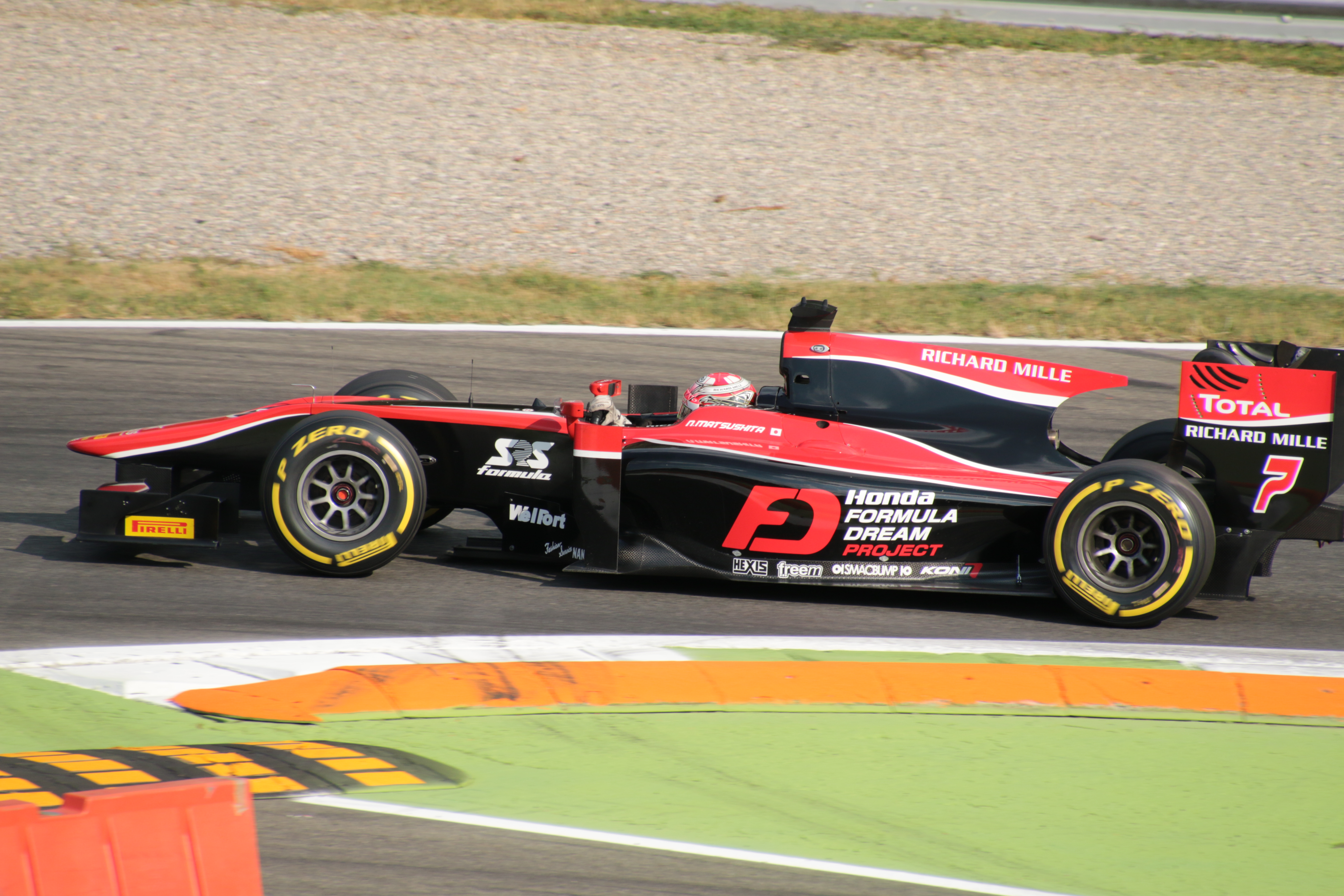
Nobuharu Matsushita en el Campeonato de Fórmula 2 de la FIA 2017.

Matsushita disputó la temporada 2017 del Campeonato de Fórmula 2 de la FIA con el equipo ART, siendo compañero del tailandés Alexander Albon. Ganó la cuarta y la decimocuarta fecha del campeonato, en el Circuito de Barcelona-Cataluña y en Hungaroring, respectivamente. Finalmente finalizó 6° el campeonato.
A finales de 2018, anunció su vuelta al Campeonato de F2 para la siguiente temporada, esta vez con el equipo inglés Carlin. Logró la pole position en la segunda fecha del campeonato, en Bakú. Fue segundo en Mónaco y, dos rondas más tarde, ganó en Spielberg, ambas en las carreras largas. Más adelante, logró un podio en la corta de Budapest. Logró otra victoria, esta vez en la carrera larga de la ronda de Monza. En Yas Marina obtuvo su quinto podio en el año, con otro segundo lugar en la carrera larga. Finalmente acabó en sexta posición en el Campeonato de Pilotos con 144 puntos.
En 2020, Matsushita dejó Carlin para ser piloto de la escudería MP Motorsport. Ganó por quinta vez en la F2 en la carrera larga de Barcelona. Tras esta ronda no volvió a sumar puntos. Dejó la escudería (Giuliano Alesi ocupó su asiento) y la categoría para «nuevos desafíos».

### Super Fórmula y Super GT

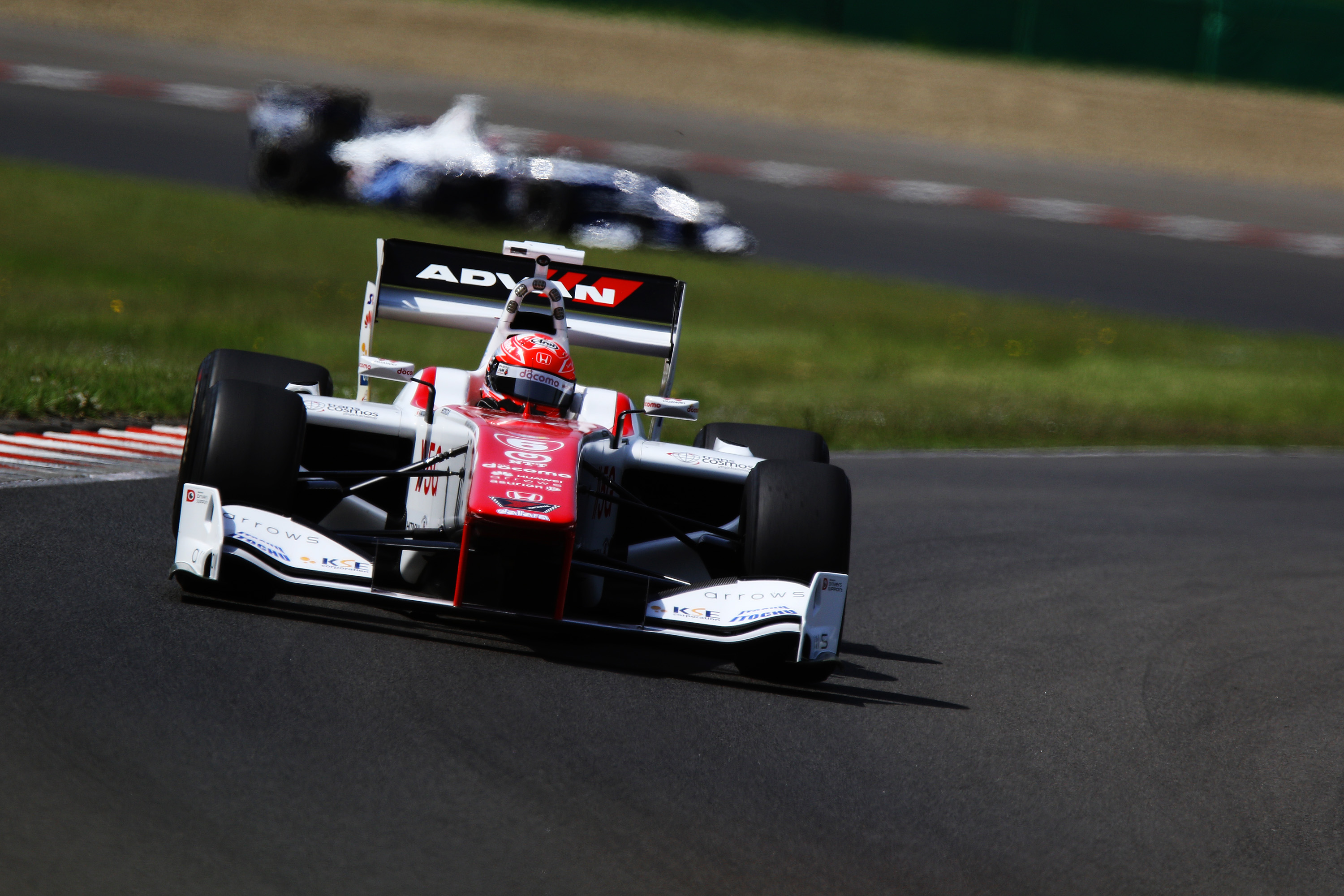
Nobuharu Matsushita en el Campeonato de Super Fórmula Japonesa 2018.

Para 2018, el piloto volvió a su país natal para correr en Super Fórmula. Logró 7 puntos y un 11.° puesto en la general.
Tras su salida de la F2 a mediados de 2020, Nobuharu firmó contrato con B-MAX para hacer su regreso a la Super Fórmula. Entre ese año y 2021, Matsushita logró tres podios y una pole position. En 2021, también compite en el campeonato nacional de Super GT (GT500) con el equipo Impul con un Nissan GT-R Nismo, junto a Kazuki Hiramine. El dúo ganó la quinta carrera de la temporada en Sugo.

## Resumen de carrera
| Temporada | Categoría                            | Equipo                       | Carreras             | Victorias            | Poles                | VR                   | Podios               | Puntos               | Pos.                 |
| --------- | ------------------------------------ | ---------------------------- | -------------------- | -------------------- | -------------------- | -------------------- | -------------------- | -------------------- | -------------------- |
| 2011      | Fórmula Pilota China                 | Super License                | 10                   | 1                    | 1                    | 2                    | 4                    | 89                   | 4.º                  |
| 2012      | Reto Fórmula de Japón                | —                            | 12                   | 5                    | 1                    | 5                    | 10                   | 91                   | 1.º                  |
| 2013      | Fórmula 3 Japonesa                   | HFDP Racing                  | 15                   | 0                    | 0                    | 0                    | 5                    | 43                   | 5.º                  |
| 2014      | Fórmula 3 Japonesa                   | HFDP Racing                  | 15                   | 6                    | 5                    | 5                    | 9                    | 102                  | 1.º                  |
| 2015      | GP2 Series                           | ART Grand Prix               | 22                   | 1                    | 0                    | 1                    | 3                    | 68.5                 | 9.º                  |
| 2015-16   | MRF Challenge                        | MRF Challenge                | 4                    | 2                    | 1                    | 3                    | 2                    | 80                   | 6.º                  |
| 2016      | Fórmula 1                            | McLaren F1 Team              | Piloto de desarrollo | Piloto de desarrollo | Piloto de desarrollo | Piloto de desarrollo | Piloto de desarrollo | Piloto de desarrollo | Piloto de desarrollo |
| 2016      | GP2 Series                           | ART Grand Prix               | 20                   | 1                    | 0                    | 4                    | 2                    | 92                   | 11.º                 |
| 2017      | Campeonato de Fórmula 2 de la FIA    | ART Grand Prix               | 22                   | 2                    | 1                    | 2                    | 4                    | 115                  | 6.º                  |
| 2018      | Campeonato de Super Fórmula Japonesa | Docomo Team Dandelion Racing | 6                    | 0                    | 0                    | 0                    | 0                    | 7                    | 11.º                 |
| 2019      | Campeonato de Fórmula 2 de la FIA    | Carlin                       | 24                   | 2                    | 1                    | 3                    | 5                    | 144                  | 6.º                  |
| 2019      | Eurofórmula Open                     | Carlin Motorsport            | 2                    | 0                    | 1                    | 1                    | 1                    | 20                   | 18.º                 |
| 2020      | Campeonato de Fórmula 2 de la FIA    | MP Motorsport                | 18                   | 1                    | 0                    | 1                    | 1                    | 42                   | 15.º                 |
| 2020      | Campeonato de Super Fórmula Japonesa | Buzz Racing with B-MAX       | 4                    | 0                    | 0                    | 0                    | 1                    | 16                   | 15.º                 |
| 2020      | Super GT Japonés - GT300             | Autobacs Racing Team Aguri   | 2                    | 0                    | 0                    | 0                    | 0                    | 7                    | 23.º                 |
| 2021      | Super GT Japonés - GT500             | Team Impul                   | 8                    | 1                    | 0                    | 0                    | 2                    | 45                   | 8.º                  |
| 2021      | Campeonato de Super Fórmula Japonesa | B-Max Racing                 | 6                    | 0                    | 1                    | 0                    | 2                    | 33.5                 | 8.º                  |
| 2022      | Campeonato de Super Fórmula Japonesa | B-Max Racing                 | 10                   | 1                    | 0                    | 0                    | 1                    | 21                   | 13.º                 |
| 2023      | Campeonato de Super Fórmula Japonesa | B-Max Racing                 | 9                    | 0                    | 0                    | 0                    | 0                    | 4                    | 19.º                 |
| 2024      | Campeonato de Super Fórmula Japonesa | TGM Grand Prix               | 3                    | 0                    | 0                    | 0                    | 0                    | 3                    | 15.º                 |
| Fuente:   |                                      |                              |                      |                      |                      |                      |                      |                      |                      |

## Resultados

### GP2 Series
(Clave) (negrita indica pole position) (cursiva indica vuelta rápida puntuable)

| Año  | Escudería      | 1   | 1   | 2   | 2   | 3   | 3   | 4   | 4   | 5   | 5   | 6   | 6   | 7   | 7   | 8   | 8   | 9   | 9   | 10  | 10  | 11  | 11  | Pos. | Puntos | Ref.   |
| ---- | -------------- | --- | --- | --- | --- | --- | --- | --- | --- | --- | --- | --- | --- | --- | --- | --- | --- | --- | --- | --- | --- | --- | --- | ---- | ------ | ------ |
| 2015 | ART Grand Prix | SAK | SAK | BAR | BAR | MON | MON | SPI | SPI | SIL | SIL | BUD | BUD | SPA | SPA | MNZ | MNZ | SOC | SOC | SAK | SAK | YMC | YMC | 9.º  | 68.5   | [ 25 ] |
| 2015 | ART Grand Prix | 10  | 6   | 11  | 18  | Ret | 19  | 4   | 3   | Ret | 19  | 8   | 1   | Ret | 15  | Ret | 15  | 10  | 7   | 2   | Ret | 11  | C   | 9.º  | 68.5   | [ 25 ] |
| 2016 | ART Grand Prix | BAR | BAR | MON | MON | BAK | BAK | SPI | SPI | SIL | SIL | BUD | BUD | HOC | HOC | SPA | SPA | MNZ | MNZ | KUA | KUA | YMC | YMC | 11.º | 92     | [ 26 ] |
| 2016 | ART Grand Prix | 11  | 8   | 8   | 1   | 6   | Ret |     |     | 6   | 5   | 6   | Ret | 9   | 12  | 11  | 11  | 11  | 6   | Ret | 7   | 2   | 4   | 11.º | 92     | [ 26 ] |

### Campeonato de Fórmula 2 de la FIA
(Clave) (negrita indica pole position) (cursiva indica vuelta rápida puntuable)

| Año  | Escudería      | 1    | 1    | 2    | 2    | 3   | 3   | 4    | 4    | 5    | 5    | 6   | 6   | 7   | 7   | 8   | 8   | 9   | 9   | 10  | 10  | 11   | 11   | 12   | 12   | Pos. | Puntos | Ref.   |
| ---- | -------------- | ---- | ---- | ---- | ---- | --- | --- | ---- | ---- | ---- | ---- | --- | --- | --- | --- | --- | --- | --- | --- | --- | --- | ---- | ---- | ---- | ---- | ---- | ------ | ------ |
| 2017 | ART Grand Prix | SAK  | SAK  | BAR  | BAR  | MON | MON | BAK  | BAK  | SPI  | SPI  | SIL | SIL | BUD | BUD | SPA | SPA | MNZ | MNZ | JER | JER | YMC  | YMC  |      |      | 6.º  | 131    | [ 27 ] |
| 2017 | ART Grand Prix | 8    | 14   | 4    | 1    | 3   | 7   | 12   | 6    | 6    | 14   | 10  | 8   | 5   | 1   | 16  | Ret | 2   | 7   | 18  | 11  | 6    | 4    |      |      | 6.º  | 131    | [ 27 ] |
| 2019 | Carlin         | SAK  | SAK  | BAK  | BAK  | BAR | BAR | MON  | MON  | LEC  | LEC  | SPI | SPI | SIL | SIL | BUD | BUD | SPA | SPA | MNZ | MNZ | SOC  | SOC  | YMC  | YMC  | 6.º  | 144    | [ 16 ] |
| 2019 | Carlin         | 9    | 12   | 13   | 12   | 11  | Ret | 2    | 9    | 9    | 9    | 1   | 5   | 9   | 7   | 7   | 2   | C   | C   | 1   | 5   | 6    | Ret  | 2    | 7    | 6.º  | 144    | [ 16 ] |
| 2020 | MP Motorsport  | SPI1 | SPI1 | SPI2 | SPI2 | BUD | BUD | SIL1 | SIL1 | SIL2 | SIL2 | BAR | BAR | SPA | SPA | MNZ | MNZ | MUG | MUG | SOC | SOC | SAK1 | SAK1 | SAK2 | SAK2 | 15.º | 42     | [ 28 ] |
| 2020 | MP Motorsport  | 9    | 6    | 17   | 11   | 12  | 12  | 10   | 7    | 11   | 18   | 1   | 5   | Ret | DNS | 15  | 11  | 11  | 14  |     |     |      |      |      |      | 15.º | 42     | [ 28 ] |

### Campeonato de Super Fórmula Japonesa
(Clave) (negrita indica pole position) (cursiva indica vuelta rápida)

| Año     | Escudería                    | 1        | 2       | 3       | 4       | 5        | 6        | 7       | 8       | 9       | 10       | Pos. | Puntos |
| ------- | ---------------------------- | -------- | ------- | ------- | ------- | -------- | -------- | ------- | ------- | ------- | -------- | ---- | ------ |
| 2018    | Docomo Team Dandelion Racing | SUZ 12   | AUT C   | SUG 10  | FUJ 9   | MOT 4    | OKA 9    | SUZ 7   |         |         |          | 11.º | 7      |
| 2020    | Buzz Racing with B-MAX       | MOT      | OKA     | SUG     | AUT 6   | SUZ1 Ret | SUZ2 14  | FUJ 3   |         |         |          | 17.º | 16     |
| 2021    | B-Max Racing                 | FUJ      | SUZ1 13 | AUT 3   | SUG 4   | MOT1 3   | MOT2 6   | SUZ2 12 |         |         |          | 8.º  | 33.5   |
| 2022    | B-Max Racing                 | FUJ1 Ret | FUJ1 19 | SUZ1 1  | AUT 10  | SUG Ret  | FUJ2 Ret | MOT 11  | MOT 11  | SUZ2 17 | SUZ2 Ret | 13.º | 21     |
| 2023    | B-Max Racing                 | FUJ1 13  | FUJ1 12 | SUZ1 12 | AUT Ret | SUG Ret  | FUJ2 13  | MOT Ret | SUZ2 13 | SUZ2 7  |          | 19.º | 4      |
| 2024    | TGM Grand Prix               | SUZ 8    | AUT 16  | SUG 19  | FUJ     | MOT      | FUJ      | FUJ     | SUZ     | SUZ     |          | 15.º | 3      |
| Fuente: |                              |          |         |         |         |          |          |         |         |         |          |      |        |